# 전찬욱
전찬욱(1994년 10월 11일 ~ )은 대한민국의 뮤지컬 배우다.

## 방송
- 더블 캐스팅 (2020) - Top71

## 공연
- 맘마미아 (2016)
- 신흥무관학교 (2018)
- 맘마미아 (2019)
- 핍 - 위대한 유산 (2022)
- 타루와 리나 (2022)
- 비보호 구역(2022)
- 소믈리에 - 대구 (2022)
- 스윙데이즈_암호명A (2024)